# Karolina Juszczykowska
Karolina Juszczykowska (Budkow, 1898 – Francoforte sul Meno, 9 gennaio 1945) è stata una donna polacca, giustiziata dai nazisti per aver nascosto due ebrei nella sua casa; per questa ragione, fu in seguito riconosciuta come giusta tra le nazioni da Yad Vashem.

## Biografia
La storia di Karolina è nota esclusivamente grazie ai rapporti della polizia e agli atti processuali, poiché nessuno sopravvisse per raccontarla.
Karolina nacque nel 1898 a Budkow, in Polonia. Visse coi genitori fino all'età di 13 anni, poi andò a vivere in Germania, dove lavorò per cinque anni presso una fattoria del Meclemburgo. Successivamente fece ritorno a Budkow, vivendo assieme alla sorella fino al 1934, poi cambiò nuovamente residenza, stabilendosi a Tomaschow. Con lo scoppio della seconda guerra mondiale iniziò a lavorare come cuoca per l'Organizzazione Todt. Karolina affermò di essere single e di aver avuto una figlia fuori dal vincolo matrimoniale.
Per sei settimane nascose due ebrei nella sua abitazione di Tomaschow. Il 23 luglio 1944 fu però scoperta e arrestata dalla polizia, mentre i due ebrei che nascondeva, chiamati Janek e Paul, furono assassinati sul posto. Interrogata e rinchiusa nella prigione di Piotrkow, fu condannata a morte il 22 agosto 1944 e trasferita nella prigione di Preungesheim a Francoforte sul Meno, in Germania, dove fu giustiziata il 9 gennaio 1945. Durante la sentenza che la condannò a morte, tre giudici (von Seydewitz, Brand e il dottor Woyte) chiesero che la donna fosse graziata, poiché la sua condotta eversiva era da ricondurre esclusivamente alle difficoltà economiche che stava attraversando. I due ebrei, infatti, furono aiutati in cambio di un pagamento di 300 Złoty, una cifra modesta per l'epoca. La richiesta di grazia fu però rigettata.
Yad Vashem la riconobbe come giusta tra le nazioni il 17 maggio 2011. Nel 2012 Stephen Harper, allora primo ministro del Canada, tenne un discorso alla comunità ebraica onorando le famiglie della Juszczykowska e di Klass e Jetske Dreijer.